# Alfred Enneper
Alfred Enneper (n. 14 iunie 1830 – d. 24 martie 1885) a fost un matematician german.
În 1856 a obținut doctoratul la Georg-August-Universität din Göttingen pentru o dizertație despre funcții cu argument complex.
A studiat funcțiile eliptice, suprafețele ciclice minimale și a introdus curba sferică denumită ulterior "suprafață Enneper".
Studiile sale au fost reluate și continuate și de matematicieni români:
- Alexandru Nicolescu în lucrarea: Courbes sphériques, courbes d'Enneper;
- Gheorghe Gheorghiu în memoriul: O nouă demonstrație a teoremei lui Enniper;
- Andrei Dobrescu în memoriul: O formulă analoagă cu formula lui Enneper.

## Scrieri
- 1869: Elliptische Funktionen
- 1890: Theorie und Geschichte (Halle).

1. 1 2  „Alfred Enneper”, Gemeinsame Normdatei, accesat în 9 aprilie 2014
2. ↑   http://www.enneper.net/ottoenneper/Alfred_Enneper.htm Lipsește sau este vid: |title= (ajutor)